# Anita Valen
Anita Valen de Vries (ur. 12 grudnia 1968 w Porsgrunn) – norweska kolarka szosowa, brązowa medalistka mistrzostw świata.

## Kariera
Największy sukces w karierze Anita Valen osiągnęła w 2004 roku, kiedy zdobyła brązowy medal w wyścigu ze startu wspólnego podczas mistrzostw świata w Weronie. W zawodach tych wyprzedziły ją jedynie Niemka Judith Arndt oraz Włoszka Tatiana Guderzo. W tym samym roku wystartowała na igrzyskach olimpijskich w Atenach, gdzie była czternasta w wyścigu ze startu wspólnego, a indywidualną jazdę na czas ukończyła na 22. pozycji. Na rozgrywanych cztery lata później igrzyskach w Pekinie zajęła 26. miejsce w wyścigu ze startu wspólnego. Ponadto wygrywała między innymi Tour de Bretagne w 2000 roku oraz Holland Hills Classic w 2005 roku, a w 2004 roku była druga w Tour du Grand Montréal. W 1985 roku zdobyła złote medale w kategorii amatorów ze startu wspólnego i w indywidualnej jeździe na czas na mistrzostwach krajów nordyckich. Wielokrotnie zdobywała medale szosowych mistrzostw kraju, w tym dwanaście złotych.
Jej siostra, Monica również była kolarką. Mężem Anity jest były holenderski kolarz Gerrit de Vries.